# Moldvay Loránd
Moldvay Loránd (Hódmezővásárhely, 1927 – Budapest, 1990. november 9.) geológus. Főleg negyedidőszaki földtani képződmények, hozzájuk kapcsolódó tektonikai jelenségek és folyamatok, valamint e képződmények környezetföldtani vonatkozásának kutatója, ismerője, de földtani térképészeti tevékenysége is jelentős.

## Életpályája
Az általános és a középiskolát is Hódmezővásárhelyen végezte el. 1945-ben kezdett geológiát tanulni a szegedi egyetemen, tanárai Horusitzky Ferenc, Koch Nándor, Miháltz István, Prinz Gyula és Vitális Sándor voltak. Miután 1949 őszén megszüntették a szegedi geológusképzést, Budapesten folytatta tanulmányait a Pázmány Péter Tudományegyetemen, Vadász Elemér tanszékén, ahol a tanszékvezetőn kívül Sztrókay Kálmán és Kéz Andor is tanította. 1950-ben szerezte meg geológus oklevelét.
Az egyetem elvégzése után a Magyar Állami Földtani Intézet munkatársa lett, s itt dolgozott 1987-ig, az akkor már romló egészségi állapota miatti korai nyugdíjazásáig. Az intézetben először a Miháltz István vezette Alföldi térképezőcsoporthoz került, ahol fúrási szelvényezéssel, majd nyersanyagkutatással is foglalkozott. 1957-től bekapcsolódott Magyarország 1:200 000 méretarányú földtani térképének (térképsorozatának) felvételezői munkálataiba, elsősorban az alföldi területrészeket illetően.
Közben Dobos Irma, Kriván Pál, Ungár Tibor és Urbancsek János mellett tagja volt a szegedi Földtani Tanszéken létrehozott, a tanszékvezető Miháltz István irányítása alatt működő földtani térképező csoportnak is.
1961-től a Mecsek hegyvidéki negyedidőszaki képződményeit kezdte kutatni, s itteni megfigyelései szolgáltak alapul azon megállapításainak, amelyeket 1967-es kandidátusi disszertációjában fejtett ki és védett meg Magyarország többi középhegységének és azok peremvidékeinek felszínalakulására vonatkozóan.
Közben 1965 és 1966 között geológus konzulensként működött közre a vértesszőlősi őstelep feltárásánál. Vértes László legfontosabb munkatársának tartotta őt és Skoflek Istvánt.
1968-tól az intézet Dunántúli építés- és vízföldtani osztályának vezetője lett, ahol megszervezte és irányította az akkoriban megjelenő és kibontakozó építésföldtani térképezést, de részt vett a felvételezési munkákban és a térképek összeállításában, térképmagyarázók megírásában is. Ebben az időszakban vett részt Európa neotektonikai térképének megszerkesztésében. 1977-ben felmentették osztályvezetői állásából, s az intézet Vízföldtani osztályának tudományos tanácsadója lett.
1973. május 15-én Magyar Állami Földtani Intézetben Konda Józseffel (1929–1995), Járányi Istvánnal (1910–2000), Földvári Máriával, Nagy Istvánnal (1936–2003), Marczis Józseffel, Detre Csabával, Kecskés Bélával (1934–1987), Horváth Istvánnal együtt alapító tagja volt a Földtani Filozófiai Vitakörnek, amelynek rendezvényein előadásokat is tartott.
A Farkasréti temetőben nyugszik.

## Díjai, elismerései
- Földtani Kutatás Kiváló Dolgozója kitüntetés (1955; nyersanyagkutatási tevékenységéért)
- Földtani Kutatás Kiváló Dolgozója kitüntetés (1968; építésföldtani térképezési tevékenységéért)
- MÉM Kiváló Dolgozója kitüntetés (1969; építésföldtani térképezési tevékenységéért)

## Válogatott munkái
- A Róka-hegy földtani leírása (1950; diplomamunka)
- A szentes—bajai földtani szelvény (1953; társszerző; in Miháltz I.: A Duna—Tisza köze déli részének földtani felvétele. Földtani Intézet Évi Jelentése 1950-ről, 113—143. o.)
- Földtani szelvény Dombóvártól D-re (1953; in Miháltz I.: Dél-Dunántúl keleti részének földtani felépítése. Földtani Intézet Évi Jelentése 1951-ről, 53—59. o.)
- Földtani Szelvény a Hernád völgyétől ÉK-re. Földtani szelvény Mád és Mezőzombor között (1953; in Miháltz I.: Az Észak-Alföld keleti részének földtani térképezése. Földtani Intézet Évi Jelentése 1951-ről, 61-68. o.)
- Adatok a Mecsek hegységi lösz földtani viszonyainak vizsgálatához (1964; Földtani Intézet Évi Jelentése 1962-ről, 91—103. o.)
- Adatok a Mecsek hegység és peremvidéke negyedkori szerkezeti viszonyainak vizsgálatához (1964; Földtani Intézet Évi Jelentése 1962-ről, 105—110. o.)
- A neotektonikus felszínalakulás jelenségei a magyarországi középhegységekben (1967; kandidátusi értekezés)
- A Balaton környékének építésföldtana (1974; in Tóth K. (szerk.): Balaton monográfia: 43—48. o., Panoráma)
- A dóm-jellegű neogén mozgások kérdése az alföldi szénhidrogén kutatás szempontjából (1974; Földtani kutatás 17. (4), 33-42. o.)
- Ősföldrajzi és neotektonikai adatok a Balaton partvidékéről (1976; Földtani Intézet Évi Jelentése 1973-ról: 315—322. o.)
- Építésföldtani környezetvédelmi kérdések a Balaton térségében (1977; Földtani Intézet Évi Jelentése 1975-ről, 277—282. o.)
- Megjegyzések a mérnökgeológia, a talajmechanika és a földtan viszonyáról (1978; Földtani Intézet Évi Jelentése 1976-ról, 267-273. o.)
- A földtani környezetvédelem néhány kérdéséről (1979; Földtani kutatás 22. (3), 41—49. o.)
- Észrevételek a Magyar-Középhegységekre vonatkozó neotektonikai és fototektonikai adatokhoz (1986; Földtani Intézet Évi Jelentése 1984-ről, 115-126. o.)
- A peremarton—berhidai földrengésről (1989; Földtani Intézet Évi Jelentése 1987-ről: 433—439. o.)

### Térképek és térképmagyarázók
- Magyarország földtani térképe, 200 000-es sorozat. — L-34-IV. Debrecen. Földtani változat (1963; társszerző)
- Magyarázó Magyarország 200 000-es földtani térképsorozatához. — L-34-IV. Debrecen. (1966; társszerző)
- Magyarország földtani térképe, 200 000-es sorozat. — M-34-XXXIV. Sátoraljaújhely. Földtani változat (1966; társszerző)
- Magyarázó Magyarország 200 000-es földtani térképsorozatához. — M-34-XXXIV. Sátoraljaújhely (1966; társszerző)
- Magyarország földtani térképe, 200 000-es sorozat. — L-34-XIII. Pécs. Földtani változat (1965; társszerző)
- Magyarázó Magyarország 200 000-es földtani térképsorozatához. — L-34-XIII. Pécs. (1966; társszerző)
- Magyarország földtani térképe, 200 000-es sorozat. — L-34-II. Budapest, Földtani változat (1966; társszerző)
- Magyarország földtani térképe, 200 000-es sorozat. — L-34-II. Budapest. Építésföldtani változat (1966)
- Magyarázó Magyarország 200 000-es földtani térképsorozatához. — L-34-II. Budapest. (1966; társszerző)
- Magyarország földtani térképe, 200 000-es sorozat. — L-34-IX. Szolnok. Földtani változat (1966; társszerző)
- Magyarország földtani térképe, 200 000-es sorozat. — L-34-XIX. Mohács. Földtani változat (1974; társszerző)
- Magyarország földtani térképe, 200 000-es sorozat. — L-33-XVIII. Kaposvár. Földtani változat (1971; társszerző)
- Magyarázó Magyarország 200 000-es földtani térképsorozatához. — L-34-X1X. Mohács. (1973; társszerző)
- Magyarország földtani térképe, 200 000-es sorozat. — M-34-XXXV. Kisvárda. Földtani és gazdaságföldtani változat (1975)
- Magyarország földtani térképe, 200 000-es sorozat. — L-34-V. Mátészalka. Földtani változat (1976)
- Magyarázó Magyarország 200 000-es földtani térképsorozatához. — M-34-XXXV. Kisvárda, L-34-V. Mátészalka. (1975; társszerző)
- Magyarország földtani térképe, 200 000-es sorozat. — L-33-XVII. Nagykanizsa. Földtani és gazdaságföldtani változat (1977)
- Magyarország földtani térképe, 200 000-es sorozat. — L-33-XXXIV. Sellye. Földtani és gazdaságföldtani változat (1977)